# Ann Taylor, Baroness Taylor of Bolton

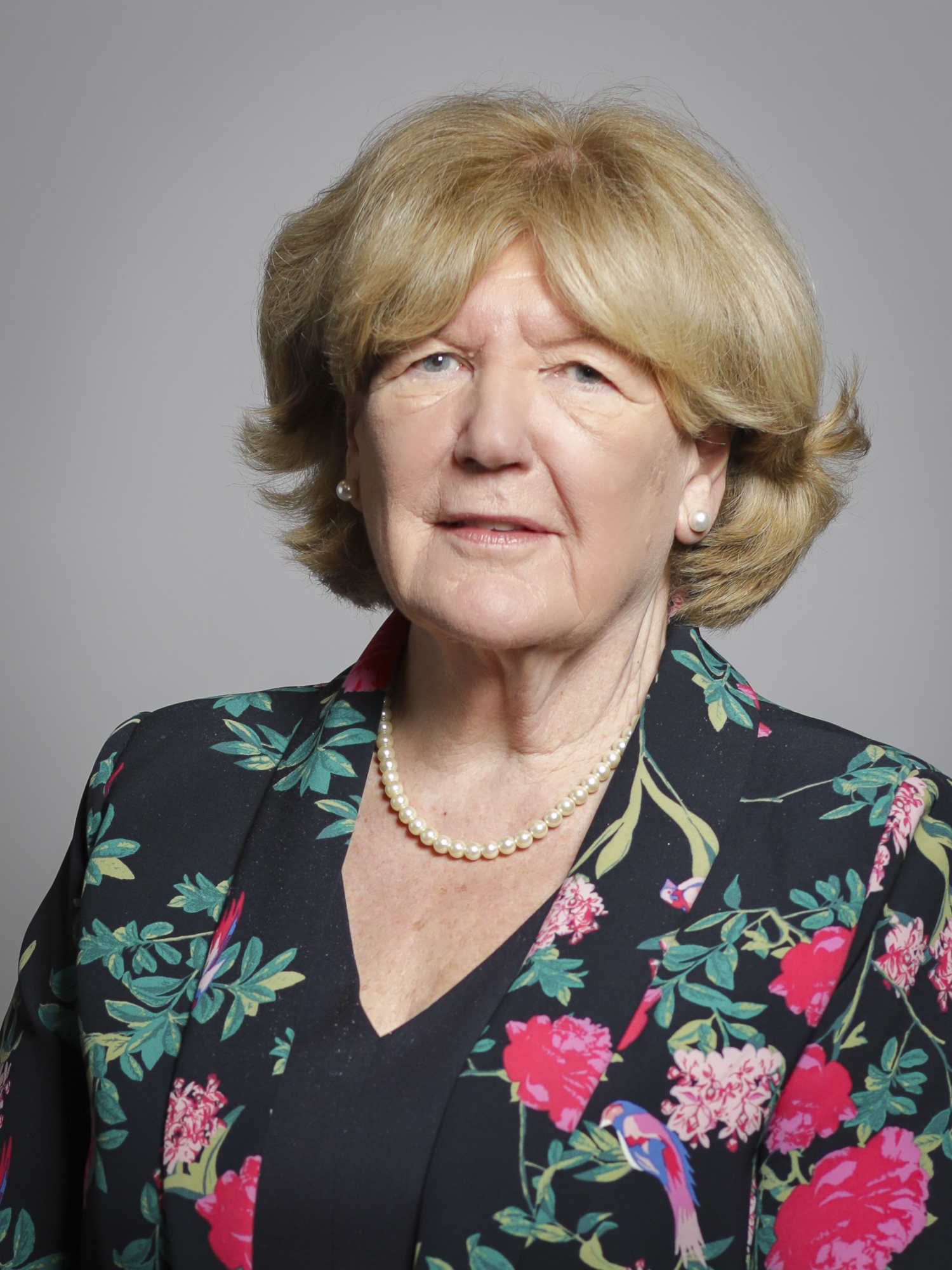
Ann Taylor, Baroness Taylor of Bolton (2019)

Winifred Ann Taylor, Baroness Taylor of Bolton, PC (* 2. Juli 1947 in Motherwell, Lanarkshire) ist eine britische Politikerin (Labour Party). Vom 5. Oktober 2008 bis zum 11. Mai 2010 war sie Staatsministerin für Internationale Verteidigung und Sicherheit beim Verteidigungsministerium und dem Foreign and Commonwealth Office.

## Leben und Karriere
Taylor wurde als Tochter von John Walker und Doreen Bowling in Schottland geboren, lebte aber seit ihrer frühen Kindheit im Norden Englands. Sie besuchte die Mädchenabteilung (Girls’ Division) der Bolton School in Bolton. An der Bradford University erwarb sie einen Abschluss in Politikwissenschaften und Moderner Geschichte (BSc 1969). An der University of Sheffield legte sie den Master of Arts im Fach Wirtschaftsgeschichte auf. Taylor war in Teilzeit als Lehrerin und Tutorin an der Open University tätig. Außerdem arbeitete sie als Monitoring Officer bei einem öffentlichen Wohnungsbauunternehmen. Sie arbeitete und unterrichtete auch in Schulen für Kleinkinder.
Sie gehörte von 1972 bis 1974 dem Urban District Council von Holmfirth an. Bereits im Februar 1974 trat sie erfolglos in ihrem späteren Wahlkreis an. Vom 10. Oktober 1974 bis 9. Juni 1983 saß sie für Bolton West, dann vom 11. Juni 1987 bis 5. Mai 2005 für Dewsbury im House of Commons. Bei der Wahl 1983 scheiterte sie.
Sie war von 1975 bis 1976 Parlamentarische Staatssekretärin bei Fred Mulley, dem damaligen Minister für Bildung und Wissenschaft (Secretary of State for Education and Science) und dann auch von 1976 bis 1977 in dessen Zeit als Verteidigungsminister. Taylor war von 1977 bis 1979 Assistant Government Whip in der Regierung von James Callaghan. Von 1979 bis 1981 war sie Oppositionssprecherin für Bildung und Wissenschaft (Education & Science). Von 1981 bis 1983 und von 1988 bis 1992 übte sie dieses Amt für den Bereich Umwelt aus. Von 1992 bis 1994 war sie Bildungsministerin (Secretary of State for Education) im Schattenkabinett. Sie war von 1994 bis 1995 Schattenkanzlerin der Duchy of Lancaster und von 1994 bis 1997 Schattenvorsitzende des Unterhauses (Shadow Leader of the House of Commons). Von 1994 bis 1998 war sie Mitglied der House of Commons Commission.
Nach dem Sieg der Labour Party bei den Unterhauswahlen 1997 wurde sie Geschäftsführerin der Regierung im Unterhaus (Leader of the House of Commons) und Lord President of the Council, dieses blieb sie bis 1998. Ebenfalls 1997 wurde sie Mitglied des Privy Council. Von 1998 bis 2001 war sie leitender Whip der Regierung (Government Chief Whip) und Parlamentarische Staatssekretärin des Treasury der britischen Regierung. Von 2001 bis 2005 war sie Vorsitzende des Intelligence and Security Committee. Ihre Ernennung wurde von den oppositionellen Liberal Democrats kritisiert.
Taylor gehörte mehreren Sonderausschüssen des House of Commons an. 1995 war sie Mitglied des Select Committee on Standards in Public Life (Nolan Select Committee). Von 1995 bis 1997 gehörte sie dem Standards and Privileges Committee an. Sie war von 1997 bis 1998 Vorsitzende des Select Committee on Modernisation. 2001 war sie Mitglied des Intelligence and Security Committee. Von 1997 bis 1999 war sie Mitglied des Committee on Parliamentary Privilege.
Als Hinterbänklerin unterstützte Taylor eine Private Member’s Bill, die (Succession to the Crown (no 2)' Bill), welche Diskriminierungen hinsichtlich Religion und Geschlecht in der Thronfolge beseitigen sollte.
Taylor trat 2005 nicht wieder zur Wahl an. Shahid Malik wurde von der Labour Party als Kandidat ihres Wahlkreises aufgestellt.
1966 heiratete sie David Taylor. Sie ist Mutter von zwei Kindern.

## Mitgliedschaft im House of Lords
Am 13. Juni 2005 wurde sie zum Life Peer mit dem Titel Baroness Taylor of Bolton, of Bolton in the County of Greater Manchester ernannt.
Am 7. November 2007 wurde sie Staatsministerin für das Beschaffungswesen im Verteidigungsministerium (Defence Equipment and Support), als Nachfolgerin von Paul Drayson. Infolge der Kabinettsumbildung im Oktober 2008 wurde sie Staatsministerin für Internationale Verteidigung und Sicherheit (Minister for International Defence and Security) beim Ministry of Defence. Dieses Amt hatte sie bis 2010 inne, bevor sie von Gerald Howarth abgelöst wurde. Von 2009 bis 2010 war sie Staatsministerin für das Foreign and Commonwealth Office.
Seit 2005 ist sie stellvertretende Vorsitzende (Vice-chair) der Forestry Group. Als ihre politischen Interessen gibt sie Bildung, die Politik des Home Office, Geheimdienst und Sicherheitspolitik an.

## Abstimmungsverhalten
The Public Whip sagt aus, dass sie „very strongly“ für den Irak-Krieg stimmte, ebenso für die rechtliche Gleichstellung von Homosexuellen und die Foundation Hospitals. Allerdings stimmte sie 1994 gegen einen Vorschlag der konservativen Abgeordneten Edwina Currie, einen Zusatz zur Public Order and Criminal Justice Bill einzufügen, mit dem Ziel, das Einwilligungsalter bei homosexuellen Kontakten auf 16 Jahre zu senken.

## Weitere Ämter
Taylor ist seit 2002 stellvertretende Vorsitzende (Deputy Chair) der Independent Football Commission (IFC).

## Veröffentlichungen
- Trade Union Industrial Studies: Political Action (mit Jim H. Fyrth): Arrow Books [for] the Society of Industrial Tutors. London 1979. ISBN 978-0-09-918830-8.
- Choosing Our Future: A Practical Politics of the Environment. Routledge 1992. ISBN 978-0-415-07945-7.